# Словесные названия российского оружия/У
Словесные названия российского оружия
А
Б
В
Г
Д
Е
Ё
Ж
З
И
К
Л
М
Н
О
П
Р
С
Т
У
Ф
Х
Ц
Ч
Ш
Щ
Э
Ю
Я
- «Угломер» — военный вспомогательный транспорт проекта 1824
- «Угол» — танковый прибор ночного видения
- «Угол» — узел КВ радиопеленгации и радиоперехвата Р-301Д
- «Угорь» — станция гидроакустической связи МГВ-6
- «Угра» — электромеханический телеграфный аппарат
- «Угроза» — комплекс высокоточного вооружения на базе НАР С-8,13,24
- «Уда» — военный танкер проекта 577
- «Удав» — реактивный комплекс противоторпедной защиты надводных кораблей РКПТЗ-1 (РБУ-12000)
- «Удар» — АСУ ударной авиацией воздушной армии
- «Удар» — подвижная станция разведки и подавления авиационной УКВ радиосвязи Р-934УМ комплекса Р-330М1П («Диабазол»)
- «Удар» — 12,3-мм револьвер
- «Удар» — ПТУР 9М113 с тандемной БЧ («Конкурс-М»)
- «Удар» — ручной противотанковый гранатомёт РПГ-16 (6Г9) (ТКБ-034)
- «Удар» — авиационный вычислитель
- «Уж» — опускаемая ГАС МГ-349 («Рось-К») для надводных кораблей
- «Ужгородец» — радиовзрыватель 9Э363М (для 120,122,152 мм артснарядов)
- «Узел» — корабельная БИУС МВУ-110 для ПЛ проекта 667Б
- «Узел» — самолётный ответчик
- «Узор» — авиационный регистратор параметров ППК самолёта Ту-142МЗ
- «Укол» — станция помех автомобильная Р-330У
- «Украина» — многоцелевой транспортный самолёт Ан-10 [Cat]
- «Украшение» — 122-мм реактивный снаряд 9М22К с кассетной БЧ (мины ПФМ-1С)
- «Улан» — спецавтомобиль ВАЗ-2131 (на базе ВАЗ-21218 «Нива»)
- «Улан» — бронежилет
- «Улей» — общевойсковой бронежилет Ж-86 (6Б5)
- «Улыбка» — радиопеленгационный метеорологический комплекс РПМК-1 (1Б44)
- «Улугбек» — космический аппарат дистанционного зондирования Земли
- «Унжа» — унифицированная сборно-разборная перевозимая мачта 1Л81-1
- «Универсал» — АСУ корпусов и дивизий ПВО
- «Универсал» — корабельная 100-мм артиллерийская установка А-190
- «Универсал» — универсальный (шахтный и мобильный) ракетный комплекс с МБР РТ-2ПМ2 (8Ж65)
- «Унисон» — неконтактный взрыватель 9Э382 (для реактивных снарядов РСЗО «Град» и «Ураган»)
- «Ураган» — опытный малый ракетный корабль проекта 1240 [Sarancha]
- «Ураган» — авиационная бортовая РЛС
- «Ураган» — корабельная противолодочная система РБУ-1200
- «Ураган» — навигационный КА 11Ф654 (система ГЛОНАСС)
- «Ураган» — корабельный ЗРК М-22 [SA-N-12 Grizzly]
- «Ураган» — седельный тягач МАЗ-537
- «Ураган» — самолёт-снаряд морского базирования
- «Ураган» — корабельная СУО
- «Ураган» — корабельная радиостанция
- «Ураган» — ПУОТ-1 на Т-10А
- «Ураган» — авиационная система перехвата
- «Ураган» — опытная 30-мм авиационная пушка
- «Ураган-Торнадо» — модернизированный корабельный ЗРК
- «Ураган» — 220-мм РСЗО БМ-27 (9К57)
- «Урал» — большой атомный разведывательный корабль проекта 1941
- «Урал» — ЗРК средней дальности (экспортный «Бук»)
- «Урал» — ракета-носитель УР-500
- «Урал» — баллистическая ракета Р-17М
- «Урал» — бортовой комплекс обороны (БКО) Л-229 самолёта Ту-22М3
- «Урал» — основной танк Т-72
  - «Урал-К» — командирский вариант танка Т-72 с дополнительной навигационной аппаратурой
- «Урал» — армейский мотоцикл ИМЗ-8
- «Урал» — защитный шлем 2-го класса защиты для МВД
- «Урал-2» — 5,6-мм винтовка спортивная стандартная ОДС-840
- «Урал-5» — винтовка спортивная стандартная
- «Урал-5-1» — 5,6-мм малокалиберная произвольная винтовка МСВ-5-1
- «Урал-6» — винтовка спортивная стандартная
- «Урал-ВВ» — защищённый автомобиль Урал-432009 для силовых структур
- «Уралец» — средний танк Т-62А (об.165)
- «Уран» — ПКР 3М24 (3К24) [SS-N-25 Switchblade]
- «Уран» — авиационная ПКР Х-35 [AS-20 Kayak]
- «Уран» — спутник-перехватчик ИС-П
- «Уран» — оперативно-тактический ракетный комплекс 9К711 (проект)
- «Уран» — комплекс ТВ разведки
- «Уран» — командно-штабная машина БТР-50ПН (об.905)
- «Уран» — милицейская переносная УКВ радиостанция
- «Урга» — самоходная плавучая база подводного флота пр. 1886.1 [Ugra]
- «Уренгой» — ракетно-космический комплекс
- «Уровень» — система топливного контроля (авиационно-космическая)
- «Успех» — АСУ артиллерии
- «Успех» — морская система разведки и целеуказания крылатым ракетам морского и берегового базирования МРСЦ-1. Система имела авиационную (Ту-95РЦ и Ка-25Ц, аппаратура «Антей») и корабельную (аппаратура «Аргумент») составляющие.
- «Устойчивость» — аппаратура ЗАС Т-235
- «Утёс» — 12,7-мм пулемёт НСВ (6П11)
- «Утес» — РЛС система управления береговым ракетным комплексом
- «Утес» — стационарный ПКР комплекс 4К44 [SSC-Scrubber]
- «Утка» — экспериментальный самолёт МиГ-8
- «Утро» — тренажёр
- «Уфа» — специальная фотокамера
- «Ушат» — тренажёр ЗРК «Оса»
- «Уют» — противоосколочное одеяло